# Legea Sarbanes-Oxley

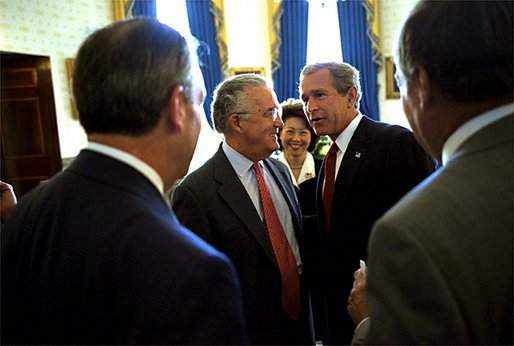
Înainte de ceremonia semnării Legii Sarbanes-Oxley ex-președintele american George W. Bush se întâlnește cu senatorul Paul Sarbanes, secretarul american al muncii Elaine Chao și cu alți demnitari, în Camera Albastră de la Casa Albă pe 30 iulie 2002.

Legea Sarbanes-Oxley din 2002 (Pub. L. 107-204, 116 Stat. 745, adoptată 30 iulie 2002), de asemenea cunoscut sub numele de Actul Contabilităților Companiilor Publice de reformă și de protecție a investitorilor (în Senatul Statelor Unite ale Americii) și Actul corporativ și de audit al răspunderilor și responsabilităților (în Camera Reprezentanților a Statelor Unite ale Americii) și numită de obicei Sarbanes-Oxley, Sarbox sau SOX, este o lege americană federală adoptată pe 30 iulie 2002. Este numită astfel după susținătorii ei senatorul Paul Sarbanes (D-MD) și Michael G. Oxley (R-OH). 

## Informații legislative
- Camera Reprezentanților a Statelor Unite ale Americii: USBill|107|HR|3763, H. Rept. 107-414, H. Rept. 107-610
- Senatul Statelor Unite ale Americii: USBill|107|S|2673, S. Rept. 107-205
- Legea: Pub.L. 107-204, 117 U.S.C. § 745

### Legi similare în alte țări
- Bill 198 — Ontario, Canada, equivalent of Sarbanes–Oxley Act
- J-SOX — Japanese equivalent of Sarbanes–Oxley Act
- German Corporate Governance Code (at the German Wikipedia)
- CLERP9 — Australian corporate reporting and disclosure law
- Financial Security Law of France ("Loi sur la Sécurité Financière") — French equivalent of Sarbanes–Oxley Act
- L262/2005 ("Disposizioni per la tutela del risparmio e la disciplina dei mercati finanziari") — Italian equivalent of Sarbanes–Oxley Act for financial services institutions
- King Report — South African corporate governance code